# Anbatofisaka II
Anbatofisaka II è una città e comune del Madagascar situata nel distretto di Marolambo, regione di Atsinanana. 
La popolazione del comune rilevata nel censimento 2001 era pari a 11 170 unità.